# 陳衡
陳衡（14世紀—15世紀），字螺田，江西吉安府永豐縣大園人，明朝政治人物。

## 生平
陳衡是永樂三年（1405年）的舉人，九年（1411年）成進士，獲授行在監察御史，曾因冗員遭罷歸，到宣德三年（1428年）行在都察院上奏御史缺員而復任陝西道監察御史，宣德六年（1431年）時則因親喪服闋調任河南道監察御史。他任官三十年巡按廣東、河南、陝西都有名聲，秩滿後自行辭官去，在家鄉布衣蔬食，不留遺產給子孫，薛瑄稱他：「論列時宜，推讞疑獄，按歷藩岳，疏通明慎而清白之德，如良玉瑩潔。」有宋儀望作序的《螺田存稿》流傳，死後入祀鄉賢祠。

## 引用
1. 1 2  同治《永豐縣志·卷二十一·人物志》：陳衡，字螺田，大園人，永樂辛卯進士，授御史，厯官三十年巡按廣東、河南、陝西三省丰裁表著，秩滿遂自引去，居家布衣蔬食，無一壠之殖遺子孫，薛文清稱其「論列時宜，推讞疑獄，按厯藩岳，疏通明慎而清白之德，如良玉瑩潔。」所著有《螺田存稿》，宋儀望為作序，崇祀鄉賢。
2. ↑  同治《永豐縣志·卷十五·選舉志》：進士……明……永樂九年辛卯科蕭時中榜 陳衡 大園人，會魁，御史，有傳
3. ↑  同治《永豐縣志·卷十六·選舉志》：鄉舉……明……永樂三年乙酉科……陳衡 大園人，見進士
4. ↑  《明宣宗章皇帝實錄》·卷四十一：（宣德三年四月）庚辰復陳衡、余思寬、張嘉會行在監察御史，三人先以冗員罷歸，吏部改除，至是行在都察院奏御史多缺遂復之，衡陝西道，思寬湖廣道，嘉會廣東道。
5. ↑  《明宣宗章皇帝實錄·卷八十五》：（宣德六年十二月己酉）陜西道御史陳衡、貴州道御史黃振親喪服闋，命改衡河南道，振復本道。